# Anatoli Nikolajewitsch Nikonzew
Anatoli Nikolajewitsch Nikonzew (russisch Анатолий Николаевич Никонцев; * 25. Juni 1990 in Swerdlowsk, Russische SFSR) ist ein russischer Eishockeyspieler, der seit Mai 2016 erneut beim HK Spartak Moskau in der Kontinentalen Hockey-Liga unter Vertrag steht.

## Karriere
Anatoli Nikonzew begann seine Karriere als Eishockeyspieler beim HK Traktor Tscheljabinsk, für dessen zweite Mannschaft er in der Saison 2007/08 in der drittklassigen Perwaja Liga aktiv war. Anschließend gab der Flügelspieler in der Saison 2008/09 für Gasowik Tjumen sein Debüt im professionellen Eishockey, als er in 37 Spielen in der Wysschaja Liga, der zweiten russischen Spielklasse, neun Tore erzielte und zwei Vorlagen gab. 
Zur Saison 2009/10 wechselte Nikonzew zu Awtomobilist Jekaterinburg, das neu in die ein Jahr zuvor gegründete Kontinentale Hockey-Liga aufgenommen worden war. In seiner KHL-Premierenspielzeit erzielte er in insgesamt 52 Spielen zwölf Tore und gab drei Vorlagen. Anschließend wurde er als bester Rookie der KHL ausgezeichnet. In der Saison 2010/11 stand er zwar nur noch 35 Mal für Awtomobilist in der KHL auf dem Eis, konnte sich allerdings dennoch auf 17 Scorerpunkte, davon sieben Tore, steigern. Zur Saison 2011/12 wurde der Russe vom HK Spartak Moskau verpflichtet.  
Zwischen September 2013 und 2016 stand er bei Sewerstal Tscherepowez unter Vertrag und absolvierte dabei über 150 KHL-Partien.
Nach Ablauf der Saison 2015/16 erhielt er keinen neuen Vertrag bei Sewerstal und wechselte daher zusammen mit Wadim Sergejewitsch Berdnikow zurück zum HK Spartak Moskau.

## Erfolge und Auszeichnungen
- 2010 Alexei-Tscherepanow-Trophäe

## KHL-Statistik
(Stand: Ende der Saison 2018/19)